# Nelson Muntz
Nelson Mandela Muntz é um personagem da série Os Simpsons. Nas primeiras temporadas era visto como rival de Bart, sendo o valentão da Escola Primária de Springfield, papel que em episódios atuais é desempenhado por Jimbo, Dolph e Kearney. Porém abandonou a sua gangue nas temporadas recentes pois se afastou muito do resto dos integrantes de seu quarteto que com sua saída se tornou um trio e assim se tornando um maloqueiro independente de gangues marginais. Apesar de ainda azarar a vida de Martin Prince, assim como a maioria dos personagens o faz, é atualmente, junto com Milhouse, o melhor amigo de Bart e já sendo considerado como um ex-rival do mesmo desde sua retirada do quarteto que nada mais era do que uma paródia as típicas gangues de menores delinquentes que vive na classe média baixa dos EUA (no entanto continua sendo como um trio formado por Jimbo, Dolph e Kearney) e junto com ele faz trotes memoráveis na Escola Primária de Springfield.

## Papel emThe Simpsons
Nelson é um estudante de 12 anos e valentão na Springfield Elementary School. Ele é conhecido por ter aterrorizado praticamente todas as crianças em Springfield em um ponto ou outro. Na maioria das vezes, no entanto, são os nerds escolares e os alunos menos populares, como o Milhouse e Martin, que são alvo de sua crueldade. Nelson mostra um vislumbre ocasional da humanidade, no entanto, outros personagens ocasionalmente se aquecem com ele; Lisa namora-o brevemente em "Lisa's Date with Density", Marge informalmente o adota em "Sleeping with the Enemy", e Bart é mostrado como um amigo para ele várias vezes, como em "The Haw-Hawed Couple".
Sua vida familiar é disfuncional. Enquanto alguns episódios iniciais oferecem histórias inconsistentes (como o pai de Nelson enlouquecendo e abandonando-o, os pais de Nelson se divorciam por causa da dependência da tosse de sua mãe ou o pai de Nelson na prisão enquanto sua mãe "tem problemas maiores"), a história canônica que evoluiu é que ele mora em uma casa em ruínas com sua mãe, que trabalha nas franjas da indústria do sexo, seja como garçonete no Hooters ou em um bar de topless. O design de personagens e o retrato de voz de ambos os pais variaram ao longo do curso da série.
É mostrado em muitos episódios que o pai de Nelson abandonou ele e sua mãe em uma idade precoce, quando ele "foi buscar algumas Pop-Tarts", embora, mais tarde na série, ele teria ido buscar um pacote de cigarros. No episódio da quarta temporada "Brother from the Same Planet", o pai de Nelson é o treinador de futebol infantil que premia Nelson com uma viagem gratuita ao Pelé de Futebol e ao Acting Camp. O pai de Nelson também aparece brevemente no episódio da sexta temporada "Bart's Girlfriend"; retratada capturando Nelson com uma coleira enquanto as crianças correm pelos campos de milho em uma tentativa de evitar ir à igreja. Ele também aparece no episódio da nona temporada "Bart Star" parabenizando Nelson depois de uma vitória em um jogo de futebol e levá-lo para Hooters (com Nelson recusando o convite porque ele não quer incomodar sua mãe no trabalho). O pai de Nelson retorna no episódio da décima sexta temporada "Sleeping with the Enemy". Acontece que ele não deixou Nelson deliberadamente; ele mordeu uma barra de chocolate, não sabendo que tinha amendoim e teve uma reação alérgica, cobrindo 90% do seu corpo com tumores grandes. Parecendo Joseph Merrick, ele correu para fora da loja e encontrou um circo que fez dele parte de seu show de horrores. Nas apresentações, os participantes do circo jogavam amendoins nele, o que perpetuava sua reação, impedindo-o de voltar ao normal. Quando o circo passou por Springfield, Bart reconheceu-o e levou-o para casa para se livrar de Nelson (que havia sido levado para a casa dos Simpsons por Marge).
Nelson também é um atleta natural. No episódio "Bart Star", Nelson, quase sozinho, carrega todo o time de futebol Springfield Pee-Wee. Como o quarterback da equipe, ele também em uma ocasião pega seu próprio passe e arados através da equipe adversária com extrema facilidade. Em vários episódios, ele dá a impressão de que ele Nelson é muito mais esperto do que aparenta pela primeira vez, e Nelson sempre aponta coisas dolorosamente óbvias para adultos e crianças que levam mais tempo para entender. um outro exemplo é uma piada em que Nelson faz uma tarefa de classe que é considerada de alta qualidade. No entanto, ele é sempre ignorado pelos professores antes de começar a mostrar seu trabalho. Uma outra piada, no entanto, é Nelson apresentando tarefas ridiculamente simples, como mostrar repetidamente uma lata de extrato de tomate em Show and Tell, e uma apresentação sobre As Vinhas da Ira, consistindo em si mesmo esmagar um cacho de uvas com um martelo, afirmando "Aqui estão as uvas, e aqui está a ira!" Em episódios posteriores, Nelson mostra sinais de ser um tipo de artista atormentado, mesmo submetendo um filme ao Sundance Film Festival. sobre sua vida como uma criança vivendo na pobreza com uma mãe solteira e sem uma figura paterna forte. Ele diz memorável no documentário: "Eu gosto de chorar no oceano, porque só lá minhas lágrimas parecem pequenas".
No episódio "Little Big Girl", é revelado que Nelson é alemão-americano. Ironicamente, no "Much Apu About Nothing", Nelson pega na estudante de intercâmbio estrangeira Uter por ser alemão durante a mania anti-imigração de Springfield. Ele é mostrado para ser um grande fã de Andy Williams como ele, Bart, Milhouse e Martin foram para um concerto realizado por ele em "Bart on the Road".